# Deadly Melody
Deadly Melody is een wuxia/fantasy film uit 1994 met Brigitte Lin en Yuen Biao.
De Chinese titel luidt: 六指琴魔 (Liu zhi qin mo)
Alternatieve titels zijn: Deadful Melody, Six-Fingered Strings Demon, The Magic Lyre, Dreadful Memory, Devil Melody en Deadful Music.

## Verhaal
'Demonic Strings' is een magische lier waarvan het geluid dodelijk kan zijn. Zestien jaar lang leek het instrument te zijn verdwenen, maar dan duikt de lier weer op. Snow, de laatste beschermster van de lier, stuurt een bewaker met de lier op pad om zo de moordenaars van haar vader in de val te lokken.

## Rolbezetting
| Acteur              | Personage        |
| ------------------- | ---------------- |
| Brigitte Lin        | Snow             |
| Yuen Biao           | Lui Lun          |
| Carina Lau Ka-Ling  | Tam Yuet-Wah     |
| Elvis Tsui Kam-Kong | Tung Fong-Pak    |
| Wu Ma               | Vuurmeester      |
| Lam Wai             | Geestmeester     |
| Chan Lung           | Lui Luns meester |
| Chung Faat          | Hon Suen         |